# Pietro Barozzi

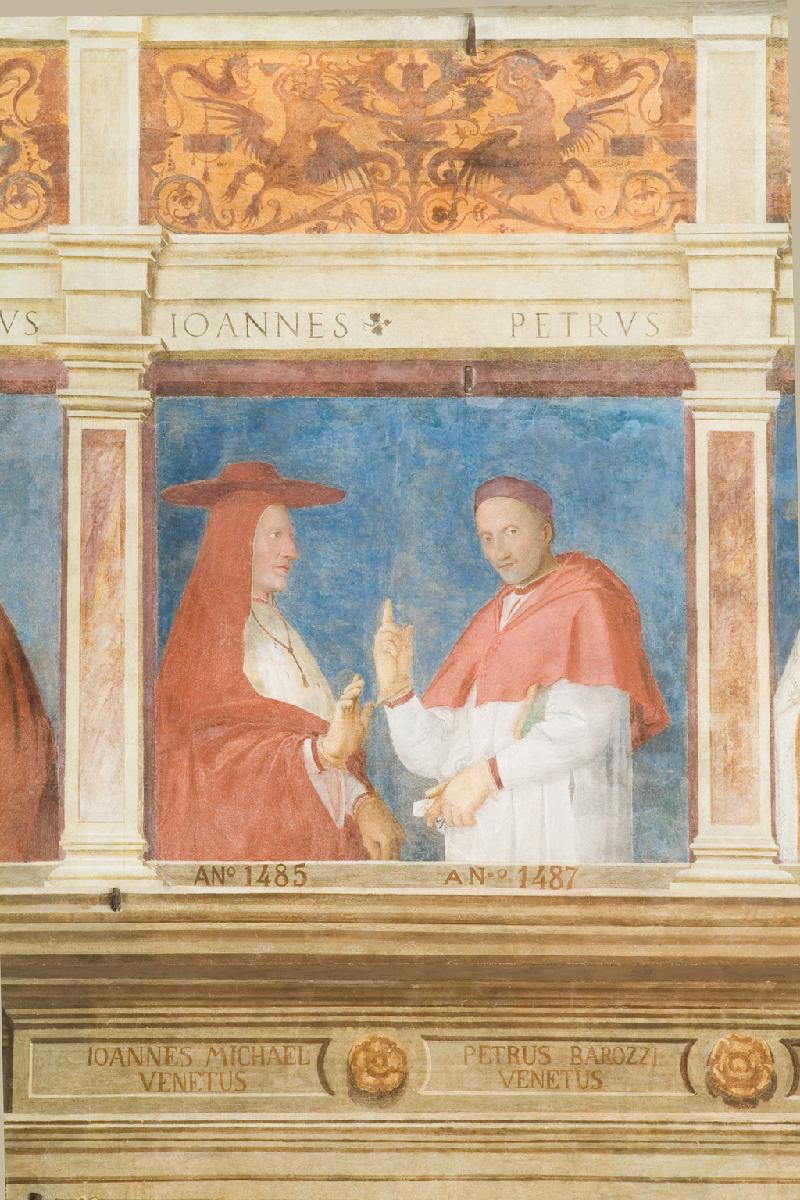
Rechts: bisschop Barozzi van Padua

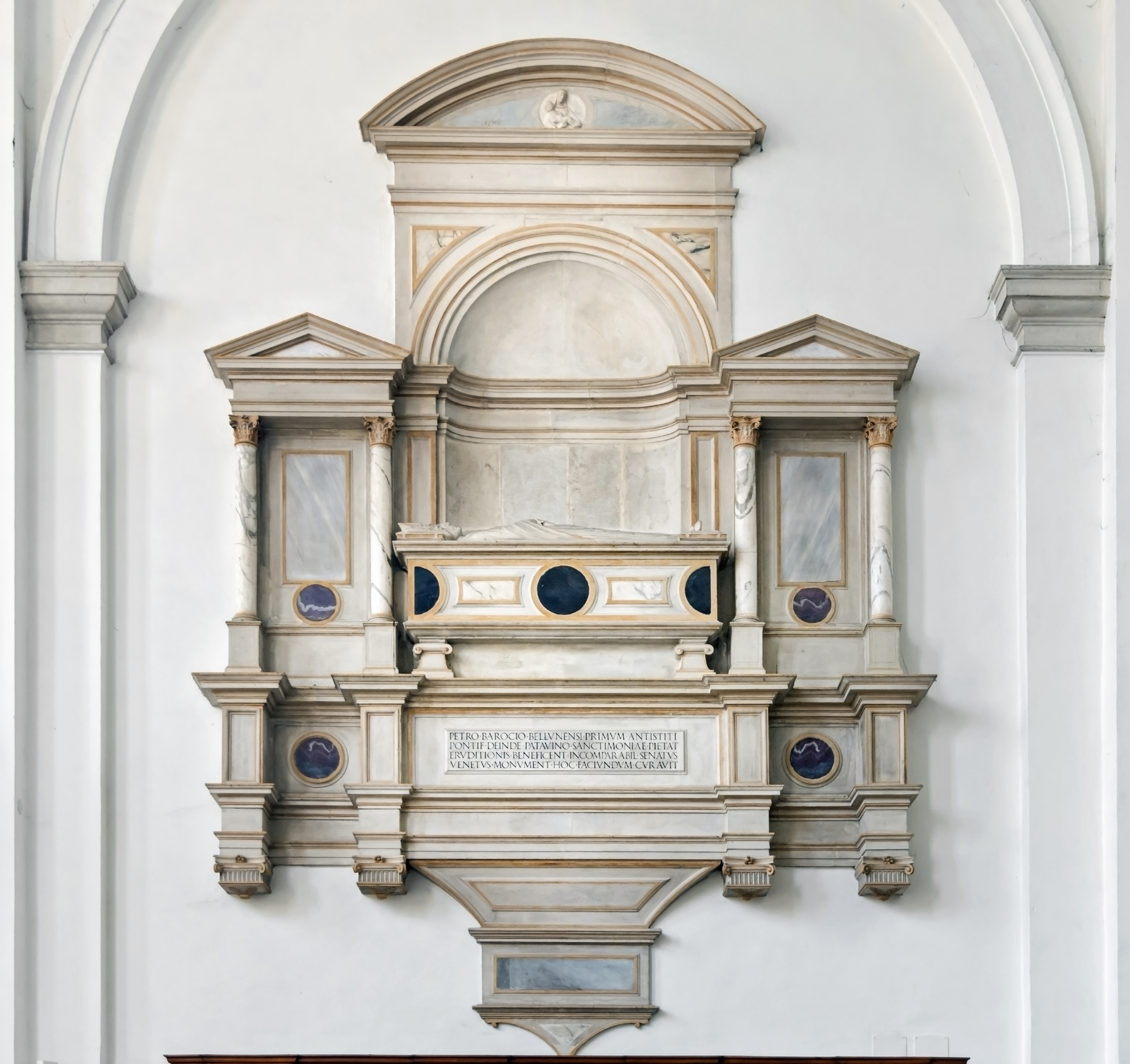
Praalgraf in de kathedraal van Padua

Pietro Barozzi (Venetië, 1441 – Padua, 10 januari 1507) was een rooms-katholiek prelaat in de republiek Venetië: hij was bisschop van Belluno (1471-1487) en bisschop van Padua (1487-1507). Barozzi was een humanistisch geleerde en breed bekend als een asceet.

## Levensloop
Barozzi groeide op in een familie van Venetiaanse patriciërs. Zijn vader was Ludovico Barozzi, senator van de republiek, en zijn moeder Polissena Moro. Aan de universiteit van Padua behaalde hij het diploma van jurist; de studies waren betaald door zijn oom Giovanni Barozzi, bisschop van Bergamo.

### Bisdom Belluno
Paus Paulus II benoemde hem in 1471 tot bisschop van Belluno. Paulus II was verwant aan een andere oom van hem, Francesco Barozzi, bisschop van Treviso. Later verklaarde Barozzi dat zijn periode in Belluno de gelukkigste was; tijdens zijn bestuur in Belluno schreef hij meer Latijnse gedichten dan later in Padua. Zijn eerste gedichten waren een satire op het leven in de Romeinse Curie; deze hield hij achter omdat ze niet pasten bij zijn bisschopstroon.
Van 1485 tot 1487 brak een dispuut uit over de benoeming in het bisdom Padua. De regering en de doge van Venetië kozen voor Barozzi; paus Innocentius VIII in Rome koos voor kardinaal Giovanni Michiel (1446-1503), de bisschop van Verona en zijn camerlengo. Barozzi hield zich afzijdig van het dispuut. Uiteindelijk bond Innocentius VIII in en bisschop Barozzi mocht naar Padua afreizen (1487).

### Bisdom Padua
In Padua bezette Barozzi twintig jaar de bisschopstroon. Barozzi deed vele pastorale bezoeken om zijn ascetische levenswijze te tonen en bijgeloof in de kerken tegen te gaan. Hij eiste tucht van de kanunniken van de kathedraal van Padua, naast financiële hervormingen in het bisdom. Nog in Padua limiteerde hij de activiteiten van twintig banken geleid door joodse zakenlui. Om nog meer orde op zaken te stellen mengde hij zich in de filosofisch-theologische discussies aan de universiteit, waarvan hij de kanselier was. Barozzi vaardigde in 1489 een edict uit om het averroïsme in de ban van de Roomse Kerk te slaan. Dit was bedoeld om de macht van professor Nicoletto Vernia in te perken, een bekende averroïst binnen en buiten Padua.
In Padua bekwaamde Barozzi zich in kennis van de Klassieke Oudheid, meetkunde, optica, sterrenkunde en plantkunde. Bij zijn dood in 1507 bevatte zijn bibliotheek een ruim driehonderdvijftig boekwerken: het ging om werken van juridische en theologische aard, Latijnse en Griekse literaire literatuur, alsook om boeken van humanisten elders in Europa. Barozzi kreeg een praalgraf in de kathedraal van Padua.

## Werken
De volgende essays zijn van hem bekend:
- De modo bene moriendi
- Consoladorii Libri III
- Tria officia: ad deprecandam pestilentiam, ad imperandam pluviam, ad aeris serenitatem poscendam. Nederlandse vertaling van de titel: Drie kerkdiensten: om de pest af te smeken, om de regen te bevelen (uit de hemel) en om sereniteit (of kalmte) met geld te eisen.

Tevens zijn er voordrachten van hem bewaard en de gedichtenbundel Versuum atque hymnorum libri die postuum gepubliceerd werd (1757). Andere werken, met name de gedichten, heiligenlevens en herderlijke brieven van zijn hand, werden geciteerd door andere Italiaanse schrijvers. Een nazaat in de 19e eeuw, priester Giuseppe Maria Barozzi, beweerde zijn Vita Christi te bezitten, een gedicht in Latijnse hexameters geschreven over het leven van Christus. Vita Christi is niet gepubliceerd.